# Stazione di Savigliano
La stazione di Savigliano è una stazione ferroviaria posta sulla linea Torino-Savona, che funge altresì da località di diramazione della linea per Saluzzo. L'impianto serve la città di Savigliano.

## Storia

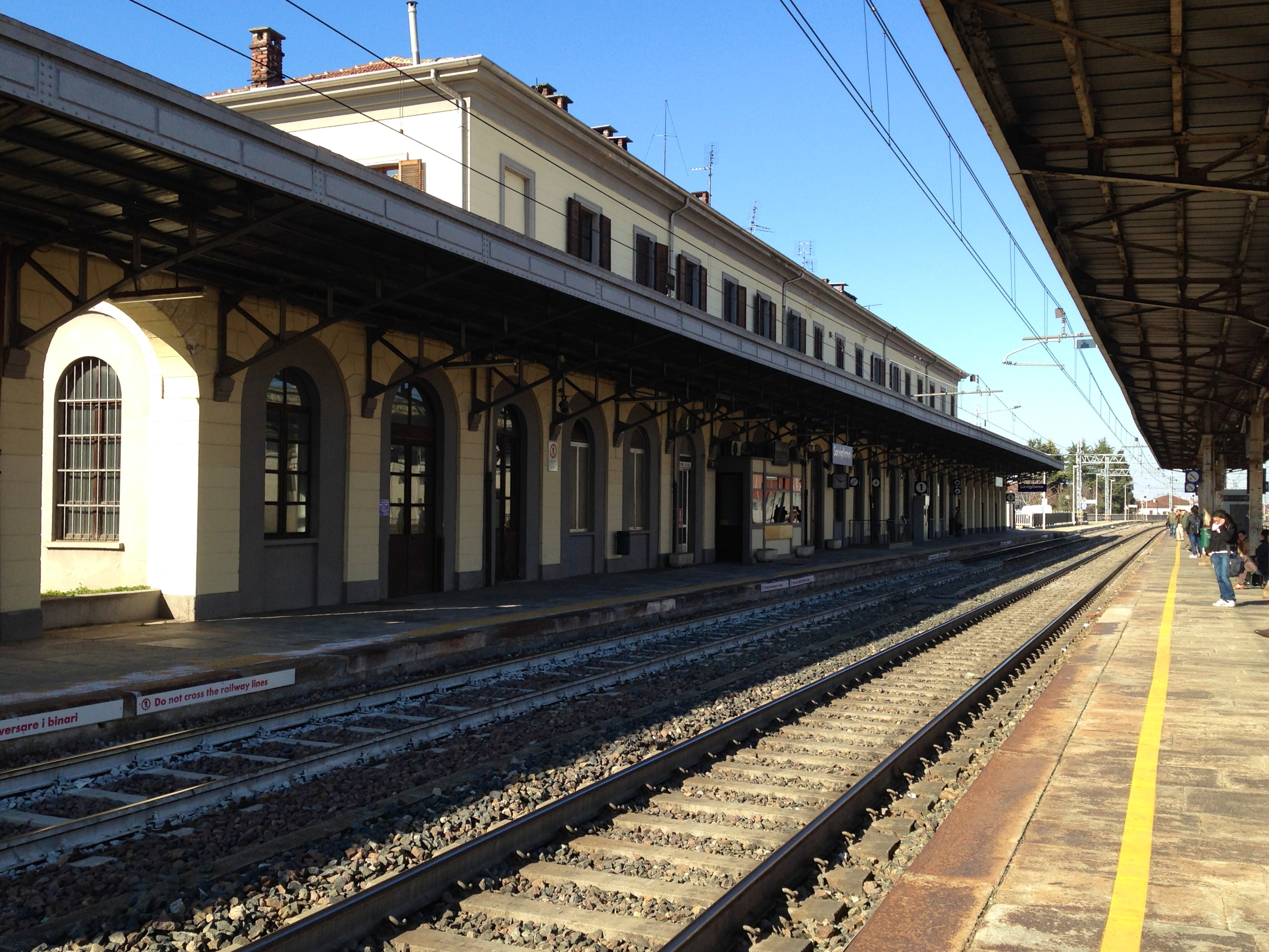
Piazzale binari

Le origini della stazione di Savigliano sono dovute a una delle prime società ferroviarie piemontesi, la Società della Strada Ferrata da Torino a Savigliano, concessionaria e costruttrice della ferrovia Trofarello-Savigliano, che fu aperta all'esercizio il 14 marzo 1853, giorno successivo all'inaugurazione della ferrovia.
Il 5 dicembre dello stesso anno la ferrovia Trofarello-Savigliano raggiunse Fossano, per proseguire verso Cuneo, che fu raggiunta il 15 agosto 1855 attestandosi a una stazione posta alle Basse di San Sebastiano, rimasta provvisoria fino al 1870 a causa dei disaccordi tra il comune di Cuneo e la società ferroviaria sull'ubicazione della stazione e sui contributi richiesti al comune stesso.
La società, oltre a costruire la stazione di Fossano, aveva realizzato accanto a essa un'officina per la manutenzione e riparazione del proprio materiale rotabile in grado di costruirne alla bisogna.
Nel 1857 la stazione divenne di diramazione in seguito all'apertura al traffico della linea Savigliano-Saluzzo.
Nel 1869 la linea e la stazione vennero inserite nella rete di ferrovie assegnate in concessione alla Società per le Ferrovie dell'Alta Italia in base alla legge di riordino del 1865. Nel 1885 passarono a far parte della Rete Mediterranea fino al 1905 quando divennero parte della rete nazionale delle Ferrovie dello Stato Italiane.
Nel 2001 la gestione della stazione passò alla neocostituita Rete Ferroviaria Italiana.

## Strutture e impianti
Il fabbricato viaggiatori si compone di due livelli ma soltanto il piano terra è aperto al pubblico. In un'area adiacente alla stazione sorge la sede del Museo Ferroviario Piemontese.
Tutti i binari sono dotati di banchina, riparati da una pensilina e collegati fra loro da un sottopassaggio.
Il piazzale è composto da 3 binari:
- Binario 1: è il binario di corsa della linea Savigliano-Saluzzo, viene utilizzato dai treni che hanno capolinea Savigliano e che provengono dalla linea Savigliano-Saluzzo.
- Binario 2 e Binario 3: sono i binari di corsa della linea Torino-Fossano-Savona; vi fermano i treni con numerazione pari al 2 e con numerazione dispari al 3.

## Movimento
La stazione è servita dai collegamenti regionali denominati Linea 7 del Servizio ferroviario metropolitano di Torino, nonché dai treni Regionali Veloci dei collegamenti Torino-Cuneo e Torino-Savona-Ventimiglia operati da Trenitalia nell'ambito del contratto di servizio stipulato con la Regione Piemonte. Dal 27 gennaio 2025 la stazione è servita anche dai treni regionali svolti da Arenaways per Saluzzo e Cuneo.